# Simplicia caeneusalis
Simplicia caeneusalis är en fjärilsart som beskrevs av Walker 1859. Simplicia caeneusalis ingår i släktet Simplicia och familjen nattflyn. Inga underarter finns listade i Catalogue of Life.